# SUGIレーベル
SUGIレーベル（すぎレーベル）はキングレコードのレーベルの一つ。作曲家・すぎやまこういちが2004年に設立した。

## 概要
アニプレックスの支援により設立。すぎやま自身は設立の経緯について「ボクがプロデューサーとして関わっていくものも含めて、何らかの形で関わった音楽、日本に財産として残していきたいものを作っていきたい。商売にはならないかもしれないが、ある種社会的な活動で、ボクを育ててくれたわが国の音楽の世界に何か残せたらな、という部分もあって、作曲家としてプロデューサーとしていいもの、長く生きるものを残したい」と語っている。
2004年6月23日発売の『交響組曲「ドラゴンクエストV」天空の花嫁』（東京都交響楽団演奏）が本レーベルからの最初の楽曲となった。以降、ドラゴンクエストシリーズの音源はほぼ全て本レーベルからの発売となっている。また、2000年以降にアニプレックスから発売されたCD作品も、SUGIレーベル作品に模様替えしている（品番等の変更はない）。
2009年にキングレコードへ移籍。これに伴って、アニプレックスから発売されていたCDは一部を除きキングレコードから再発売された。また、アニプレックス時代以前に発売された音源についても、形態を限定して再発売している。
2021年9月30日にレーベル主宰者であったすぎやまが逝去（享年90）。これを受け、キングレコードは「数多くのご功績に敬意を表すとともに、先生が創られた素晴らしい音楽の数々を世の中にお届けしたいと思います」と、追悼を述べた（公式サイトより）。

## 引用・脚注
1. ↑  すぎやまこういち氏、「SUGIレーベル｣発足 リリース第1弾は「交響組曲ドラゴンクエストV 天空の花嫁」、Impress GAME Watch（2004年5月26日）、最終閲覧日：2009年9月12日
2. ↑  “「ドラクエ」など作曲家すぎやまこういち氏敗血症性ショックで死去 90歳 - おくやみ : 日刊スポーツ”. nikkansports.com. 2021年12月19日閲覧。